# Johann Jakob Hohl (Politiker, 1834)

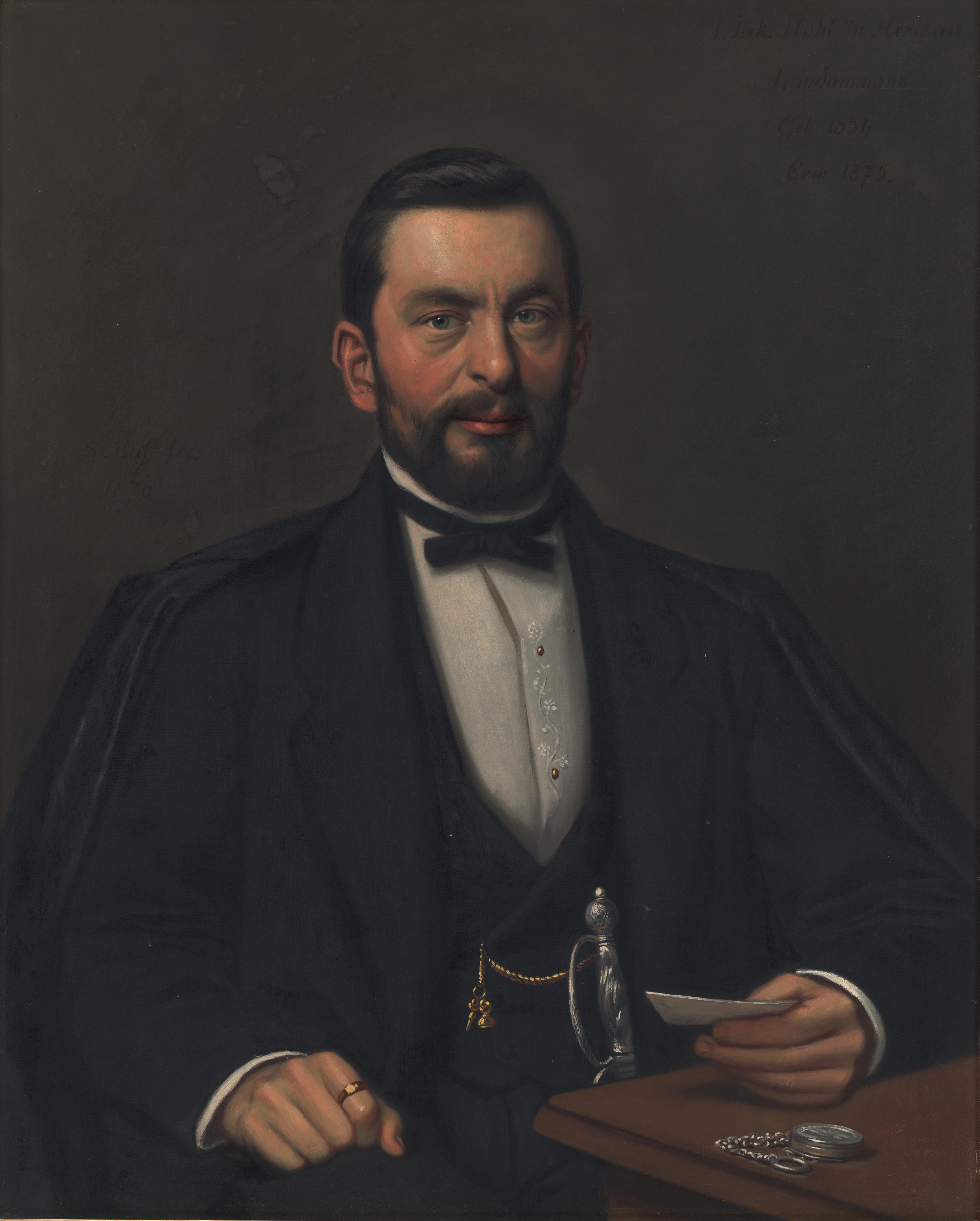
Johann Jakob Hohl, Landammann von Appenzell Ausserrhoden, Gemälde von Sebastian Buff (1876)

Johann Jakob Hohl (* 7. Juni 1834 in Wolfhalden; † 6. März 1913 in Herisau; heimatberechtigt in Heiden) war ein Schweizer Unternehmer, Gemeindepräsident, Kantonsrat, Regierungsrat und Ständerat aus dem Kanton Appenzell Ausserrhoden.

## Leben
Johann Jakob Hohl war ein Sohn von Johann Jakob Hohl und Anna Künzler. Im Jahr 1856 heiratete er Anna Elisabeth Hohl, Tochter von Johannes Hohl, Bleichereibesitzer. Eine zweite Ehe ging er 1893 mit Anna Streiff, Tochter von Bartholome Streiff, ein.
Hohl zeigte schon im Schulalter Talent zum Kleinhändler. Der Wunsch, die Sekundarschule zu besuchen, wurde ihm jedoch abgeschlagen. Er war zuerst als Weber und Weinhändler tätig. Von 1852 bis 1853 arbeitete er als so genannter Contremeister (Werkmeister) in der Weberei Lendenmann in Neukirch (Gemeinde Egnach). Anschliessend war er Angestellter beim Webfabrikanten Züst in Herisau. Im Jahr 1856 gründete er ein eigenes Fabrikationsgeschäft. Dieses gab er später zugunsten des Weinhandels auf. 
Von 1864 bis 1873 wirkte er als Gemeinderat in Herisau. Er war für das Armenwesen zuständig. Von 1869 bis 1873 amtierte er als Gemeindehauptmann. Ab 1869 bis 1874, von 1881 bis 1883 und ab 1887 bis 1896 gehörte er dem Ausserrhoder Kantonsrat an. Von 1873 bis 1874 war er Oberrichter und ab 1880 bis 1883 Obergerichtspräsident. Von 1874 bis 1880 und ab 1883 bis 1887 amtierte er als Regierungsrat. In den Jahren 1874 bis 1875 hatte er das Amt des Landesseckelmeisters, ab 1875 bis 1880 und von 1883 bis 1886 dasjenige des Ausserrhoder Landammanns inne. Von 1877 bis 1911 sass er im Ständerat. Diesen präsidierte er im Jahr 1896. Im Ständerat sass Hohl während seiner langen Amtszeit in verschiedenen Kommissionen. Er war von 1877 bis 1898 Präsident der kantonalen Kommission für Handel und Gewerbe. Im Jahr 1881 gehörte er der Schweizerischen Handelskammer an. 
Hohl begann seine politische Karriere an der Landsgemeinde im Jahr 1871: Er übernahm nach dem Rücktritt der gesamten Regierung die Geschäfte und führte sie auf beeindruckende Weise interimistisch weiter. Trotz mangelnder Schulbildung gelangte er zu höchsten politischen Ehren und war äusserst populär. Er galt als einer der besten Landsgemeinderedner und als Autorität in Finanzfragen. Vor eidgenössischen Abstimmungen zog er jeweils einem Volkstribun gleich durch den Kanton, letztmals als Gegner des Proporzwahlrechts.